# The Joy of Painting
The Joy of Painting (dt. etwa: Die Freude am Malen) ist ein vom Künstler Bob Ross moderierter Fernseh-Malkurs in 403 Teilen (31 Staffeln mit je 13 Folgen). In jeder Folge malt Ross je ein Bild in Ölfarben mit der Nass-in-Nass-Technik. Dabei tragen die einzelnen Folgen jeweils den Namen des zu malenden Gemäldes, etwa New Day’s Dawn, Waterfall in the Woods oder Quiet Mountain Lake.

## Ablauf einer Folge
Zu Beginn einer Sendung begrüßt der Moderator die Zuschauer stets mit den Worten „Hi, welcome back!“ (auf Deutsch: „Hallo, willkommen zurück“), ergänzt um „I’m certainly glad you could join us today!“ (deutsch etwa: „Ich bin froh, dass Sie/ihr heute wieder dabei sein können/könnt“). Während der Moderator kurz darlegt, was für ein Motiv in der jeweiligen Folge gemalt werden soll und wie er ggf. die Leinwand bereits präpariert hat, werden dem Zuschauer die Farbnamen eingeblendet, die er zum Nach- bzw. Mitmalen des Tagesmotivs benötigt. Während der Moderator das Motiv mit Ölfarben in seiner speziellen Nass-in-Nass-Technik auf die Leinwand bringt, erklärt er den Zuschauern mit ruhiger, sanfter Stimme, wie sie selbst das Motiv des Tages malen können, und motiviert sie, ihre ganz persönliche Welt zu malen, in der alles erlaubt und nichts verkehrt ist.
In der Kommentierung der Arbeitsvorgänge benutzt er wiederkehrende Satzbausteine wie etwa „We don’t make mistakes here, just happy little accidents“, wenn der Pinsel ausrutscht, sowie „Beat the devil out of it“ beim Trockenschütteln eines Pinsels oder „Everyone needs a friend“, wenn zu einem allein stehenden Baum ein zweiter hinzugemalt wird. Weitere typische Redewendungen sind Formulierungen wie „a happy little cloud that lives right here“ oder „a happy little tree“. Ross’ Bilder sind geprägt von Bäumen: In lediglich zwei Episoden, in welchen er selbst malt, ist kein einziger Baum zu sehen.
Neben Ross’ Sprach- und Malstil ist sein markanter Afro-Look sein persönliches Markenzeichen. Wenn das Bild fertig gemalt ist, verabschiedet der Moderator die Zuschauer zum Abschluss einer jeden Sendung stets mit dem Satz „From all of us here: I’d like to wish you happy painting and God bless, my friend!“ (zu Deutsch: „Von uns allen hier: Ich wünsche Ihnen/euch frohes Malen und Gottes Segen, meine Freunde!“). In manchen Episoden malte Bob Ross auch nicht selbst, sondern hatte dazu Gäste eingeladen, die ein Bild malten. Unter anderem war hier auch sein Sohn Steve Ross zu sehen. Ebenso ließ er die Zuschauer gelegentlich mit kurzen Filmaufnahmen an seinen Erfahrungen mit Tieren teilhaben (z. B. einem Vogel oder einem Eichhörnchen), welche er zur Pflege bei sich aufgenommen hatte.

## Erfolg
Die Sendung wurde international in vielen Ländern ausgestrahlt, so auch in Deutschland. Bei der Ausstrahlung in Deutschland wird der englische Originalton des Moderators nicht synchronisiert und auch nicht mittels Untertiteln übersetzt. Aufgrund ihrer anhaltenden Beliebtheit wird die Sendung noch heute regelmäßig, seit 2001 durchgehend, wiederholt. Im deutschen Fernsehen liefen die Wiederholungen zum Beispiel  2018 und 2022 auf dem Sender ARD alpha. Dabei werden lediglich die Staffeln 15 bis 31 gezeigt (aus den Jahren 1988 bis 1994), weil die ersten 14 Staffeln der Jahre 1983 bis 1987 aufgrund sehr schlechter Bildqualität als nicht sendefähig gelten. Auf dem offiziellen Bob-Ross-YouTube-Kanal wurden alle 31 Staffeln bis Januar 2017 nach und nach hochgeladen, sind in Deutschland jedoch blockiert. Anlässlich des 73. Geburtstags von Bob Ross strahlte das Live-Streaming-Videoportal Twitch.tv ab dem 29. Oktober 2015 in neun Tagen alle Folgen des Formats nacheinander aus. Dort erreichte die Sendung während des Finales über 180.000 Zuschauer gleichzeitig und über 3,5 Millionen innerhalb der Ausstrahlung.
Die Sendung und ihr Moderator haben inzwischen einen gewissen Kultstatus erreicht – insbesondere unter Studenten, von denen sich rund 25.000  in unterschiedlichen Online-Fangruppen bei sozialen Netzwerken zusammengetan haben.

## Heimvideo-Veröffentlichung
Die Sendung wird von der Bob Ross Inc. auf DVD vertrieben. Dabei sind die Sendungen nicht nach Staffeln, sondern nach zu malenden Motiven sortiert, beispielsweise „Waterfalls Collection“ oder „Seascape Collection“.
Derzeit sind in deutscher Sprache zwei DVD-Kollektionen mit je zwei DVDs erhältlich. Kollektion 1 umfasst die 10. Staffel und Kollektion 2 eine Zusammenstellung aus verschiedenen Staffeln.